# Антиметабола
Антимета́бола (менее распространенные названия — антиметатеза, антиметалепса) — повторение во второй части предложения слов, которые в первой части стоят в ином порядке, причем меняется смысл. Слово образовано от греч. ἀντί — «против» и μεταβολή — «перехожу», «изменяю».

## Примеры
- «Мы едим, чтобы жить, а не живём, чтобы есть» (приписывается Сократу).
- «Это не конец. Это даже не начало конца, а, возможно, конец начала». (Now this is not the end. It is not even the beginning of the end, but it is, perhaps, the end of the beginning.) У. Черчилль, 10 ноября 1942 года.
- Некоторые риторические фигуры из сочинений Карла Маркса представляют собой антиметаболы. Например, его критика «Философии нищеты» П. Прудона озаглавлена «Нищета философии». Известный тезис из предисловия к «К критике политической экономии»: «Не сознание людей определяет их бытие, а наоборот, их общественное бытие определяет их сознание» также является антиметаболой.
- Серия шуток «In Soviet Russia…». Например: In America, you can always find a party. In Soviet Russia, the party always finds you.